# Kosmos Airlines
Kosmos Airlines (Russisch: КОСМОС производственное объединение, KOSMOS Proizvodstvennoe obiedinenie) is een Russische luchtvaartmaatschappij met thuisbasis in Moskou.

## Geschiedenis
Kosmos Airlines werd opgericht in 1995 als Kosmos Aviakompania. In 2001 werd de naam omgezet in Kosmos Airlines.

## Vloot
De vloot van Kosmos Airlines bestaat uit:(nov.2006)
- 4 Tupolev TU-154M  (RA-85700  RA-85796  RA-85848  RA-85849)
- 1 Antonov AN-12T
- 1 Antonov AN-12V